# Isaac Cruz
Isaac Jonathan Cruz González (Città del Messico, 23 maggio 1998) è un pugile messicano.
Soprannominato "Pitbull", ha detenuto il titolo WBA dei pesi superleggeri dal marzo all'agosto del 2024.

## Biografia
Cruz nasce a Città del Messico. Cresciuto in una famiglia di pugili, inizia a praticare lo sport all'età di sette anni.
Da dilettante vanta un record di 73 vittorie (di cui 50 per knockout) su 85 incontri.

## Carriera
Dopo i primi 24 incontri, accumula un record di 22 vittorie, 1 sconfitta e un pareggio. Viene sconfitto dallo statunitense Gervonta Davis nell'incontro valevole per il titolo WBA dei pesi leggeri.
Il 30 marzo 2024 sconfigge il campione WBA dei pesi superleggeri Rolando Romero per knockout, strappandogli così la cintura. Perde il titolo nel suo primo incontro di difesa contro il connazionale José Valenzuela.